# Laurentius Petri Becchius
Laurentius Petri Becchius, död 1668 i Marbäcks församling, Jönköpings län, var en svensk präst.

## Biografi
Laurentius Becchius var son till biskopen Petrus Laurbecchius i Viborgs stift. Han blev pastorsadjunkt i Horns församling och 1645 kyrkoherde i Marbäcks församling. Becchius avled 1668 i Marbäcks församling.
Becchius var gift.